# Хьюитт, Джеймс, 4-й виконт Лиффорд
Джеймс Хьюитт, 4-й виконт Лиффорд (англ. James Hewitt, 4st Viscount Lifford; 31 марта 1811 — 20 ноября 1887) — англо-ирландский пэр и политик.

## Биография
Родился 31 марта 1811 года на Меррион-сквер в Дублине. Единственный сын Джеймса Хьюитта, 3-го виконта Лиффорда (1783—1855), и достопочтенной Мэри Энн Мод (1786—1877).
Он получил образование в колледже Крайст-Черч, Оксфорд. Его поместья включали 11 000 акров в Мингласе, Баллибофи. Он был заместителем лейтенанта графства Донегол и был главным шерифом Донегола с 1841 по 1845 год.
22 апреля 1855 года после смерти своего отца Джеймс Хьюитт унаследовал титулы 4-го виконта Лиффорда в графстве Донегол (Пэрство Ирландии) и 4-го барона Лиффорда из Лиффорда в графстве Донегол (Пэрство Ирландии).
Он был председателем Finn Valley Railway около 1860 года. Он заседал в Палате лордов Великобритании как ирландский пэр-представитель с 1856 по 1887 год, занимая скамьи консерваторов.

## Личная жизнь
Виконт Лиффорд был дважды женат. 9 июля 1835 года он женился первым браком на леди Мэри Ачесон (27 июня 1809 − 13 марта 1850), дочери 2-го графа Госфорда и Мэри Спарроу. Дети от первого брака:
- Достопочтенная Мэри Энн Хьюитт (ум. 27 мая 1913), в 1866 году она вышла замуж за Джона Гаторна Вуда, сына Джона Вуда[4]
- Достопочтенная Изабелла Хьюитт (ум. 19 марта 1924), в 1879 году она вышла замуж за Ричарда Саутби, от брака с которых у неё было четверо детей.
- Джеймс Уилфрид Хьюитт, 5-й виконт Лиффорд (12 октября 1837 — 20 марта 1913), старший сын и преемник отца.
- Достопочтенный Эвелин Джон Хьюитт (19 июля 1842 — 4 июля 1867)
- Арчибальд Роберт Хьюитт, 6-й виконт Лиффорд (14 января 1844 — 22 мая 1925)
- Достопочтенный Корнуоллис Чарльз Хьюитт (3 марта 1847 — 4 сентября 1889)
- Достопочтенный Эдвард Хьюитт (31 марта 1848 — 4 сентября 1931).

9 декабря 1851 года он женился вторым браком на Лидии Люси Уингфилд Дигби (? — 28 апреля 1919), дочери преподобного Джона Дигби Уингфилда Дигби и Энн Элизы Смит. Дети от второго брака :
- Достопочтенный Уильям Джеймс Хьюитт (6 апреля 1856 — 28 октября 1948)
- Достопочтенный Джордж Уайлдбор Хьюитт (16 ноября 1858 — 23 апреля 1924), который женился на Элизабет Мэри Рампини (1871—1959)
- Достопочтенная Леттис Люси Хьюитт (? — 13 августа 1930), в 1875 году она вышла замуж за капитана Александра Уильяма Кларка-Кеннеди, от брака с которым у неё был один сын.
- Достопочтенная Элис Энн Хьюитт (? — 11 февраля 1943), в 1878 году она вышла замуж за сэра Сэмюэла Геркулеса Хейса, 4-го баронета
- Достопочтенная Джорджиана Розамунд Хьюитт (ок. 1858 — 9 мая 1887), в 1883 году она вышла замуж за Джона Кеннеди Дигби Уингфилда Дигби, от брака с которым у неё было трое детей.
- Достопочтенная Энн Элиза Хьюитт (? — 5 сентября 1957), незамужняя.

Лорд Лиффорд скончался 20 ноября 1887 года Мингласс-хаус, графство Донегол, Ирландия. Ему наследовал его старший сын Джеймс Уилфрид Хьюитт, 5-й виконт Лиффорд.

## Публикации
- Ирландия и Ирландская церковь (1842)
- Размышления о современном состоянии Ирландии (1849)
- Прошение в защиту ирландских землевладельцев (1867)